# Jacques Sargos
Jacques Sargos, né le 11 juillet 1957 à Bordeaux, est un écrivain français, éditeur et historien de l'art, marchand d'art et collectionneur.

## Biographie
Il est issu d'une ancienne famille originaire du département des Landes, propriétaire de vastes forêts de pins, son grand-père Roger Sargos (1888, Pissos - 1966, Bordeaux) était une importante figure de la foresterie française, autant publique que privée. Jacques Sargos est le fils de Gérard Sargos (1922-2010) et de Ginette Franck (1925-1998). Il est le frère de Patrick Sargos (1948-2012), enseignant et chercheur en mathématique à l'université de Nancy et à l'institut Élie-Cartan de Lorraine. 
Etudiant à l'IEP de Bordeaux il rédige en 1978 « La conquête des Landes de Gascogne, mémoire sur la transformation de la société rurale landaise et sur les mythes qui l'accompagnèrent ».  
En 1987, il a fondé avec Eric Audinet, la maison d'édition bordelaise  l'Horizon chimérique.
Jacques Sargos a publié de nombreux ouvrages concernant l’Aquitaine. En 1997, son Histoire de la forêt landaise évoque la transformation du désert landais en forêt de Gascogne.

## Publications
- Voyage au cœur des landes,  Horizon Chimérique, décembre 1984,  (ISBN 9782950064905)
- Des adolescents d'autrefois préface de Michel Suffran, édition Jacques Sargos, Bordeaux, 1986,  (ISBN 978-2950064912)
- Voyage dans les Landes par Jean Florimond Boudon de Saint-Amans, préface de Jaques Sargos, réédition de 1818 en 1988, Horizon Chimérique,  (ISBN 2907202057)
- Les Landes, naissance du paysage phot. de Jean-Luc Chapin et Jean-Frédéric Ittel, Horizon Chimérique, mai 1989,  (ISBN 978-2-907202-10-7)
- Bordeaux phot. de Alain Béguerie et Walid Salem, Horizon Chimérique, 1992,  (ISBN 978-2907202435)
- Félix Arnaudin, imagier de la Grande Lande, avec Pierre Bardou, Guy Latry, Bernard Manciet, Horizon chimérique, juin 1993, [présentation en ligne],  (ISBN 978-2-907202-47-3)
- Histoire de la forêt Landaise : Du désert à l'âge d'or, Bordeaux, Horizon chimérique, 2004, 3e éd. (1re éd. 1997), 559 p. (ISBN 978-2-907202-61-9, présentation en ligne, lire en ligne)
- Bordeaux vu par les peintres, Horizon chimérique, Bordeaux, 2006, [présentation en ligne],  (ISBN 9782907202671)
- Bordeaux : Chef-d'œuvre classique, Horizon chimérique, Bordeaux, novembre 2009, [présentation en ligne],  (ISBN 978-2907202688)
- L'Esprit des Landes. Un pays raconté par l’art, Horizon chimérique, novembre 2010, [présentation en ligne],  (ISBN 978-2-907202-70-1)
- Bordeaux, l'art et le vin, avec Robert Coustet, Horizon chimérique, octobre 2012, [présentation en ligne],  (ISBN 978-2-9542604-0-2)
- Le Bassin d’Arcachon, paradis des peintres, Horizon chimérique, juillet 2013, [présentation en ligne],  (ISBN 978-2-9542604-2-6)
- Bordeaux - Art et Civilisation, Horizon chimérique, novembre 2014, [présentation en ligne],  (ISBN 978-2-9542604-3-3)
- Bordeaux - Les Landes, Bordeaux, Le Festin, 2015, [présentation en ligne],  (ISBN 978-2-36062-123-1)
- Le Peuple de pierre - Histoire des mascarons de Bordeaux, Horizon chimérique, novembre 2015, [présentation en ligne],  (ISBN 978-2-9542604-5-7)

## Distinction
- 2006 : Prix de l’Académie de Bordeaux pour son ouvrage : Bordeaux vu par les peintres[6][réf. nécessaire].